# برمودی‌فلوئورومتان
برمودی‌فلوئورومتان (به انگلیسی: Bromodifluoromethane) با فرمول شیمیایی CHBrF۲ یک ترکیب شیمیایی با شناسه پاب‌کم ۶۲۴۰۷ است. که جرم مولی آن 130.92 g/mol می‌باشد. شکل ظاهری این ترکیب، گاز است.